# MNK Novo Vrijeme Makarska
Malonogometni klub Novo Vrijeme (MNK Novo Vrijeme; Novo Vrijeme Makarska; Novo vrijeme; trenutno (2018.) kao Novo Vrijeme Apfel) je futsal klub iz Makarske, Splitsko-dalmatinska županija.   

## O klubu
Klub su 1979. godine pod imenom Novo Vrijeme osnovali makarski srednjoškolci koji su nastupali po raznim malonogometnim turnirima. Klub je redoviti sudionik "Makarske malonogometne lige", od njenih početaka, u sezoni 1980./81., te najtrofejniji klub. 2005. godine godine napušta Makarsku ligu, te počinje s natjecanjem u 2. HMNL - Jug, koju osvaja u sezoni 2011./12. i ulazi u 1. HMNL. Nastupao je pod sponzorskim nazivima 'Novo Vrijeme Era Commerce i Novo Vrijeme Apfel (do 2014., te ponovno od 2016.).
 
Klub je prvak Hrvatske u sezoni 2017./18.

## Uspjesi
1. HMNL
- prvak: 2017./18., 2018./19., 2021/22.
- doprvak: 2013./14., 2019./20., 2020./21.

Hrvatski kup
- pobjednik: 2021./22.

Hrvatski superkup
- pobjednik: 2019., 2021.
- finalist: 2022.

Prvenstvo Makarske (Makarska Prva liga)
- prvak: 1986./87., 1987./88., 1989./90., 1992./93., 1993./94., 2000./01., 2002./03., 2004./05.

Liga kup Makarske (Kup Makarske)
- pobjednik: 1990./91., 1993./94., 1996./97., 1997./98., 2003./04.

## Plasmani po sezonama
| 2005./06.                 | II. | 2. HMNL - Jug | 9. / 10  |               |       |
| 2006./07.                 | II. | 2. HMNL - Jug | 6. / 12  |               |       |
| 2007./08.                 | II. | 2. HMNL - Jug | 12. / 12 |               |       |
| 2008./09.                 | II  | 2. HMNL - Jug | 9. / 12  |               | [ 3 ] |
| 2009./10.                 | II  | 2. HMNL - Jug | 4. / 12  |               |       |
| 2010./11.                 | II  | 2. HMNL - Jug | 2. / 14  |               | [ 3 ] |
| Novo Vrijeme Era Commerce |     |               |          |               |       |
| 2011./12.                 | II  | 2. HMNL - Jug | 1. / 12  |               |       |
| Novo Vrijeme Apfel        |     |               |          |               |       |
| 2012./13.                 | I.  | 1. HMNL       | 4. / 12  | poluzavršnica |       |
| 2013./14.                 | I.  | 1. HMNL       | 5. / 11  | doprvak       |       |
| Novo Vrijeme              |     |               |          |               |       |
| 2014./15.                 | I.  | 1. HMNL       | 3. / 12  | poluzavršnica |       |
| 2015./16.                 | I.  | 1. HMNL       | 10. / 12 | ne            |       |
| Novo Vrijeme Apfel        |     |               |          |               |       |
| 2016./17.                 | I.  | 1. HMNL       | 4. / 12  | poluzavršnica |       |
| 2017./18.                 | I.  | 1. HMNL       | 3. / 12  | prvak         |       |
| 2018./19.                 | I.  | 1. HMNL       | 1./12.   | prvak         |       |
| 2019./20.                 | I.  | 1. HMNL       |          | doprvak       |       |
| 2020./21.                 | I.  | 1.HMNL        |          | doprvak       |       |
| 2021./22.                 | I.  | 1.HMNL        | 5./10.   | prvak         |       |

## Vanjske poveznice
- službene stranice  Arhivirana inačica izvorne stranice od 25. lipnja 2018. (Wayback Machine)
- facebook.com/novovrijemeapfel79 - facebook stranica kluba
- Makarska futsal '79 - twitter stranica kluba
- futsalplanet.com, Novo Vrijeme Makarska  Arhivirana inačica izvorne stranice od 25. lipnja 2018. (Wayback Machine)
- crofutsal.com, MNK Novo Vrijeme
- uefa.com, Novo Vrijeme  (Futsal)